# Sonnets (tomik Henrietty Cordelii Ray)
Sonnets – tomik amerykańskiej poetki Henrietty Cordelii Ray, opublikowany w Nowym Jorku w 1893. Zawiera jedynie dwanaście utworów: To My Mother, Life, Aspiration, Incompleteness, Self-Mastery, Niobe, The Two Musicians, The Poet's Ministrants, Milton, Shakespeare, Raphael i Beethoven.